# Marianna (Florida)
Marianna is een plaats (city) in de Amerikaanse staat Florida en valt bestuurlijk gezien onder Jackson County.

## Demografie
Bij de volkstelling in 2000 werd het aantal inwoners vastgesteld op 6230.
In 2006 is het aantal inwoners door het United States Census Bureau geschat op 6286, een stijging van 56 (0.9%).

## Geografie
Volgens het United States Census Bureau beslaat de plaats een oppervlakte van
20,9 km², waarvan 20,8 km² land en 0,1 km² water. Marianna ligt op ongeveer 35 m boven zeeniveau.

## Plaatsen in de nabije omgeving
De onderstaande figuur toont nabijgelegen plaatsen in een straal van 24 km rond Marianna.

## Geboren in Marianna
- Bobby Goldsboro (1941), pop- en country-singer-songwriter
- Norman Thagard (1943), astronaut